# منتخب هولندا لكرة السلة 3x3
منتخب هولندا لكرة السلة 3x3 هو منتخب هولندا الوطني في رياضة كرة السلة 3×3، يدار من قبل الاتحاد الهولندي لكرة السلة.